# Bureau des finances de Bourgogne
Le Bureau des finances de Bourgogne est une Cour souveraine de l'Ancien Régime. Il y a un Bureau des finances par généralité avec des attributions en matière domaniale, fiscale et de voirie. Celui de Bourgogne est composée de 25 Trésoriers.